# Lycée franco-allemand de Strasbourg
Le lycée franco-allemand de Strasbourg est un établissement d'enseignement secondaire public à Strasbourg, dans le département du Bas-Rhin, en France. Il complètera l'offre en éducation dans la ville alsacienne, après le Lycée international des Pontonniers et l'École européenne de Strasbourg.

## Historique
Sa création est annoncée le 25 janvier 2021.
Le projet est porté par l'État, la Région Grand Est, la Collectivité européenne d'Alsace, la Ville et l'Eurométropole de Strasbourg. Mis en place en septembre 2021, le lycée entre officiellement en fonction en septembre 2025 pour accueillir les élèves de classe de seconde qui ont suivi le cursus franco-allemand au sein du collège Vauban les années précédentes, depuis la classe de sixième.
Il est le deuxième lycée franco-allemand de France, après celui de Buc, situé dans le département des Yvelines. Trois autres lycées de ce type existent en Allemagne.

## Localisation
En attendant d'avoir ses propres locaux, le lycée est hébergé dans les murs du Collège International Vauban, dans le quartier de l'Esplanade.

## Fonctionnement et formation
Consacré par le traité de l'Élysée, le lycée délivre le baccalauréat franco-allemand, reconnu en France et en Allemagne. L'élargissement de l'offre s'est constituée année après année, jusqu'à arriver au baccalauréat, en 2027 pour les élèves qui sont entrés en classe de sixième en 2021.